# Flor de Magé
O Grêmio Recreativo Escola de Samba Flor de Magé é uma escola de samba do município de Magé.

## História
Considerada uma das três agremiações mais tradicionais da cidade, membros da escola afirmam ser a escola de samba mais antiga do Brasil, pois pode ter sido fundada no dia 14 de dezembro de 1900 [carece de fontes?], com o nome de Academia Mageense, alterado anos depois para o nome atual. A escola participou da época áurea do samba na cidade. inclusive tendo carnavalescos renomados como Max Lopes e Alexandre Louzada
Em 2006, seu diretor de bateria, Mestre Náro, foi vice-campeão do 5.º Festival de Música de Magé, com o samba “Apartamento”, interpretado pela cantora Genilda
A escola participou do carnaval 2010 com o enredo "Rio, capital do Samba".
Desfilou em 2011 com enredo sobre a rosa-dos-ventos, e em 2012 homenagerá o bairro carioca da Lapa, trazendo Vitinho como intérprete, sob a presidência de Nilton dos Santos, o Binho. Em 16 de janeiro de 2012, escolheu seu samba para o carnaval 2012. sendo a campeã do Carnaval Mageense.
Com o fim dos desfiles das de samba em Magé, a agremiação que sobrevive de eventos realizados em sua comunidade, foi retratada no enredo da Inocentes de Belford Roxo, sobre o município em 2018.

## Carnavais
| Ano  | Colocação   | Enredo                                                                        | Carnavalesco | Intérprete | Ref.   |
| ---- | ----------- | ----------------------------------------------------------------------------- | ------------ | ---------- | ------ |
| 2010 | Vice-campeã | Rio, capital do Samba                                                         | João Marcos  | Vitinho    |        |
| 2011 | Campeã      | Rosa dos ventos: um novo caminho para o amanhecer!                            | João Marcos  | Vitinho    |        |
| 2012 | Campeã      | Lapa berço da boemia carioca (Compositores:Jouber, Juninho e Bídis do Cavaco) | João Marcos  | Vitinho    |        |
| 2013 | Campeã      | Música, a voz do coração                                                      | João Marcos  | Vitinho    | [ 11 ] |